# Pimplini
Tribu
Les Pimplini sont une tribu d’insectes hyménoptères de la famille des Ichneumonidae, de la sous-famille des Pimplinae.

## Autres tribus des Pimplinae

Un Pimplinae de la tribu Ephialtini, Zatypota albicoxa déposant son œuf sur une araignée.

Selon Klopfstein et al. (2018):
- Delomeristini
- Ephialtini
- Theroniini

## Liste des genres
Tribu Pimplini Wesmael, 1845
- Alophopimpla Momoi, 1966
- Apechthis Förster, 1868
- Augerella Gupta, 1962
- Echthromorpha Holmgren, 1868
- Itoplectis Förster, 1869
- Lissopimpla Kriechbaumer, 1889
- †Parapimpla Théobald, 1937
- Pimpla Fabricius, 1804
- Strongylopsis Brauns, 1896
- Xanthopimpla Saussure, 1892

## Galerie

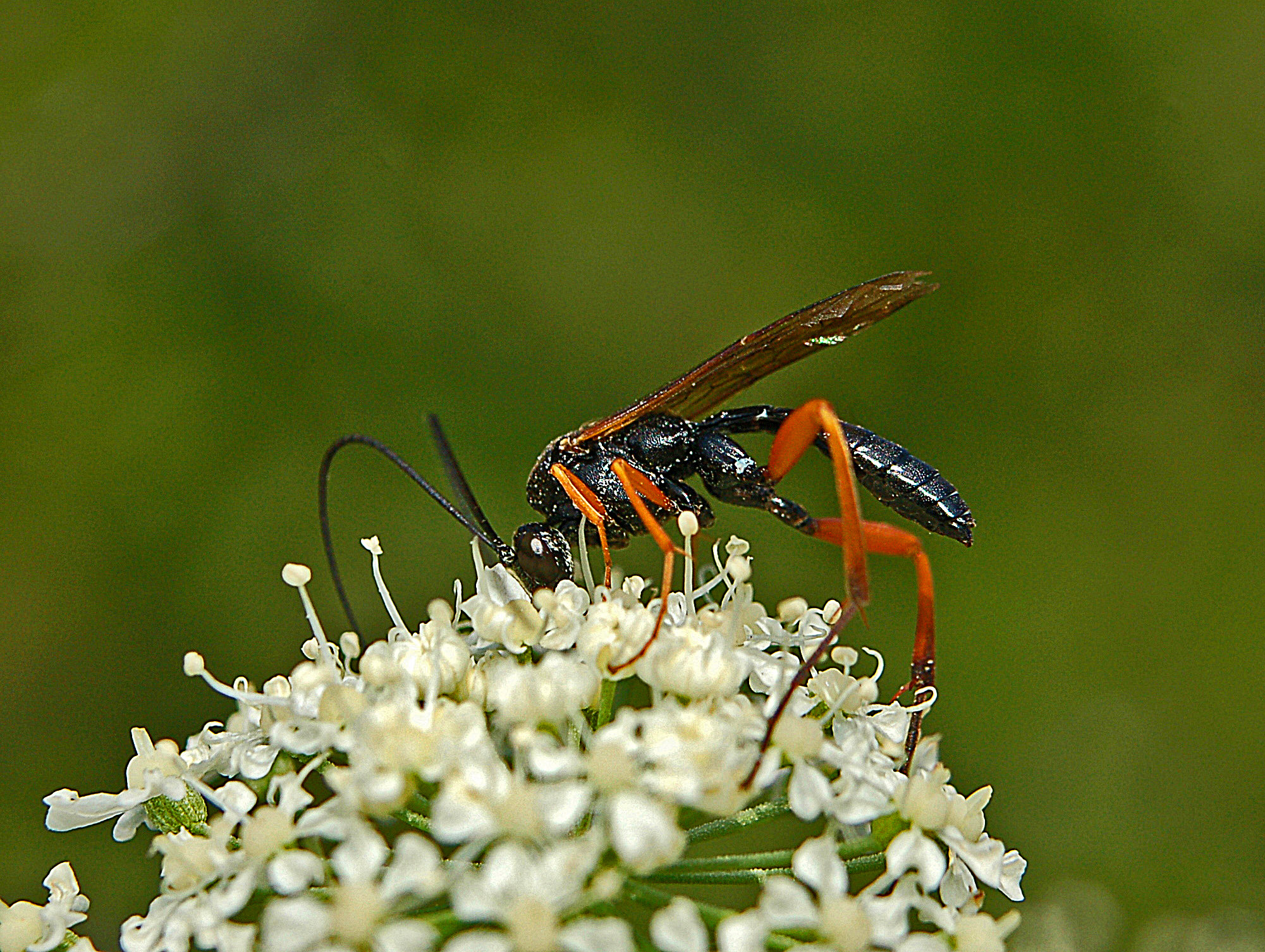
Pimpla rufipes